# Etienne Barmentloo
Etienne Barmentloo (Heerlen, 22 december 1969) is een voormalig Nederlands voetballer.

## Loopbaan
Barmentloo werd in 1969 in Heerlen geboren. Hij speelde van 1989 tot 1994 bij Fortuna Sittard. Van 1994 tot 2000 voetbalde hij bij de Drentse club Emmen.

## Statistieken
| Seizoen | Club            | Land      | Competitie     | Wedstrijden | Goals |
| ------- | --------------- | --------- | -------------- | ----------- | ----- |
| 1989/90 | Fortuna Sittard | Nederland | Eredivisie     | 17          | 0     |
| 1990/91 | Fortuna Sittard | Nederland | Eredivisie     | 16          | 0     |
| 1991/92 | Fortuna Sittard | Nederland | Eredivisie     | 29          | 1     |
| 1992/93 | Fortuna Sittard | Nederland | Eredivisie     | 24          | 1     |
| 1993/94 | Fortuna Sittard | Nederland | Eerste Divisie | 20          | 1     |
| 1994/95 | Emmen           | Nederland | Eerste Divisie | 20          | 0     |
| 1995/96 | Emmen           | Nederland | Eerste Divisie | 33          | 0     |
| 1997/97 | Emmen           | Nederland | Eerste Divisie | 26          | 1     |
| 1997/98 | Emmen           | Nederland | Eerste Divisie | 31          | 0     |
| 1998/99 | Emmen           | Nederland | Eerste Divisie | 29          | 0     |
| 1999/00 | Emmen           | Nederland | Eerste Divisie | 11          | 0     |
|         |                 |           | Totaal         | 256         | 4     |